# Echipa națională de fotbal feminin a Samoei Americane
Echipa națională de fotbal feminin a Samoei Americane reprezintă Samoa Americană la competițiile internaționale de fotbal feminin. Echipa este comandată de Federația de Fotbal a Samoei Americane.